# Championnats du monde de ski nordique 1931

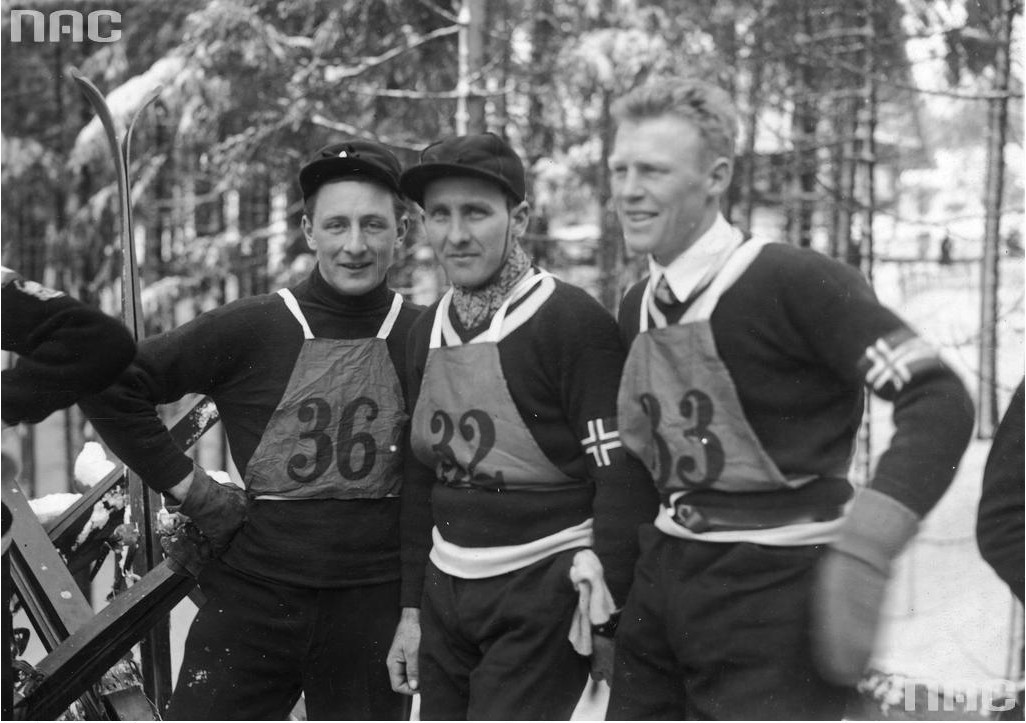
Sven Erikson, Martin Peder Vangli et Gunnar Andersen (de gauche à droite).

Championnats du monde de ski nordique. L'édition 1931 s'est déroulée à Oberhof (Allemagne) du 13 février au 15 février. 

## Palmarès

### Ski de fond

#### Hommes
| Épreuves                         | Or                   | Argent              | Bronze        |
| -------------------------------- | -------------------- | ------------------- | ------------- |
| 13 février : Ski de fond 18 km H | Johan Grøttumsbråten | Kristian Hovde      | Nils Svärd    |
| 15 février : Ski de fond 50 km H | Ole Stenen           | Martin Peder Vangli | Karl Lindberg |

### Combiné nordique
| Épreuves                                  | Or                   | Argent          | Bronze           |
| ----------------------------------------- | -------------------- | --------------- | ---------------- |
| 13 février : Combiné nordique K90 / 15 km | Johan Grøttumsbråten | Sverre Kolterud | Arne Rustadstuen |

### Saut à ski
| Épreuves                    | Or          | Argent         | Bronze        |
| --------------------------- | ----------- | -------------- | ------------- |
| 13 février : Saut à ski K70 | Birger Ruud | Fritz Kaufmann | Sven Selånger |

### Tableau des Médailles
| Rang | Nation  | Or | Argent | Bronze | Total |
| ---- | ------- | -- | ------ | ------ | ----- |
| 1    | Norvège | 4  | 3      | 1      | 8     |
| 2    | Suisse  | 0  | 1      | 0      | 1     |
| 3    | Suède   | 0  | 0      | 3      | 3     |